# Dobsonia peronii
Dobsonia peronii é uma espécie de morcego da família Pteropodidae. Pode ser encontrada na Indonésia e em Timor-leste.